# زوج شماره ۱۰
زوج شماره ۱۰ (به انگلیسی: Jora 10 Numbaria) فیلمی هندی محصول سال ۲۰۱۷ و به کارگردانی آماردیپ سیگ گیل است. در این فیلم بازیگرانی همچون درمندرا، دیپ سیدهو، موکول دو و ماکش تیواری ایفای نقش کرده‌اند.